# La Đông

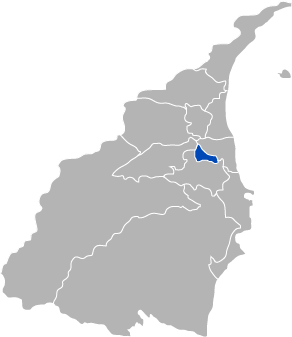
Vị trí tại Nghi Lan

La Đông (tiếng Trung: 羅東; bính âm: Luódōng; Wade–Giles: Lo-tung; Bạch thoại tự: Lô-tong) là một trấn (xã) của huyện Nghi Lan, tỉnh Đài Loan, Trung Hoa Dân Quốc (Đài Loan). Tên của trấn được đặt theo ngôn ngữ của thổ dân Kavalan, lutung có nghĩa là "con khỉ" vì xưa kia ở nơi đây có một số lượng khỉ lớn. La Đông có địa hình tương đối thấp, độ cao từ 4 đến 13 mét so với mực nước biển. Diện tích của trấn là 11,3448 km², dân số vào tháng 8 năm 2011 là 72.882 người thuộc 25.154 hộ gia đình, mật độ cư trú đạt 6424,3 người/km².